# Dalmau Climent de Rocabertí
Dalmau Climent de Rocabertí (segle xv) era germà del vescomte Jofre VII de Rocabertí i fou l'únic familiar que donà li donà suport, lluitant contra els seus parents els Rocabertí de Cabrenys i fins i tot contra el seu germanastre Martí Joan de Rocabertí durant la Guerra Civil (1462-1472).
Per a ell li va ser assignada la carrera eclesiàstica i fou canonge de Girona i abat de Bellcaire d'Empordà. Quan el seu germà Jofre va caure presoner després de la batalla de Calaf (1465) anà a Peralada per ajudar la vescomtessa Joana de Castro en el govern del vescomtat i protegir els seus nebots. En la Capitulació de Peralada de 1472 (tractat de pau entre el rei Joan II i el vescomte Jofre), Dalmau Climent apareix com a rebel, però s'acorda que sigui restituït a l'obediència del rei a canvi de manteniment dels seus càrrecs, de la mateixa manera que ho fou l'abat de Sant Quirze de Colera Galceran de Montpalau Samasó.